# Samara
 For alternative betydninger, se Samara (flertydig). (Se også artikler, som begynder med Samara)
 Ikke at forveksle med Samarra.
Samara (russisk: Самара, tr. Samara) er en by i Samara oblast i den vestlige del af Den Russiske Føderation. Samara er administrativt center i oblasten, og har et areal på 541 km² samt 1.156.659 (2020) indbyggere, hvilket gør Samara til den Russiske føderations niende største by.
Fra 1935 til 1990 hed byen Kujbysjev og var i sovjettiden en lukket by, men er nu et vigtigt økonomisk, politisk og kulturelt centrum.

## Geografi
Samara er beliggende ca. 1.050 km østsydøst for Moskva, højt på Volgas venstre bred ved "Samara krumningen" uden om Zhigulibjergene mellem udmundingen på floderne Samara og Sok, hvor naturbeskyttelsesområdet Samarska Luka ligger. Byen strækker sig 50 km langs Volga og 20 km øst-vest. Nord for byen ligger Sokolojhøjene og mod syd og øst breder de vidtstrakte stepper sig helt til Kina. Med en afstand på kun 82,3 km til Toljatti udgør de to byer et samlet storby område med omkring 2,5 millioner indbyggere.

### Klima
Samara har tempereret fastlandsklima, Den koldeste måned er januar med en gennemsnitstemperatur på -12 °C, den varmeste måned er juli med en gennemsnitstemperatur på 21 °C. Den gennemsnitlige årstemperatur er 5,2 °C. Den gennemsnitlige årlige nedbør er 561 mm.

## Historie
Samara nævnes første gang i 1361 og i 1586  byggedes en fæstning til forsvar mod nomader og til beskyttelse af handel og flodtrafik på Volga.

## Erhverv
I Samara findes adskillige industrivirksomheder: man bygger Sojuz rumraketter, satellitter, motorer, aluminium, raffinaderier, kemisk industri, letindustri herunder en kendt chokoladefabrik samt Zjiguljovskoj-bryggeriet.
Samara får en del af sin energi fra et vandkraftværk ved den nærliggende by Togliatti.

## Kultur og seværdigheder
Der er opera og ballet i Samara samt teater og gallerier. Dmitrij Sjostakovitj boede i Samara og skrev sin Syvende Symfoni her. Ligeledes levede Aleksei Tolstoj i byen, og der findes et museum dedikeret til ham.

## Sport
- FK Krilja Sovetov Samara fodboldklub;
- Samara Arena (Cosmos Arena).

## Billeder
- Samara opera
- Samara jernbanestation
- Leningradskaja i Samara

## Venskabsbyer
Samara har 10 venskabsbyer:
| - Zhengzhou, Kina - Hefei, Kina - Koper, Slovenien - Krimml, Østrig | - Palermo, Italien - Stuttgart, Tyskland - St. Louis, USA | - Stara Zagora, Bulgarien - Tongyeong, Sydkorea - Heihe, Kina |